# DEEN THE GREATEST CLIPS 1993-1998
『DEEN THE GREATEST CLIPS 1993-1998』（ディーン ザ・グレイテスト・クリップス 1993-1998）は、DEENのビデオクリップ集（VHS・DVD）。2003年4月2日発売。

## 作品の解説
- DEENのB-Gram RECORDS所属時代のビデオクリップ集。発売元はビーイング直営（B-VISION／J-DISC Being）。『DEEN THE GREATEST CLIPS 1998-2002』との同時発売で当該作のジャケットカラーは赤色で「1998-2002」は青色。
- ビデオクリップの種類は、全収録曲の発売当時が「No.」「CD NEWS」の放送時期に完全に一致するため、その放送時間枠に合わせた、1分～1分半の長さのもの・フルサイズのクリップに2分されている。

## メンバー
- 池森秀一
- 山根公路
- 田川伸治
- 宇津本直紀

## 収録

### SINGLE Clips
- このまま君だけを奪い去りたい
1番のイントロ部分から流れるが、収録されたバージョンは1998年発売のベストアルバム「SINGLES+1」発売時に新たに制作されたバージョン。「SINGLES＋1」のジャケット撮影の様子を撮影した映像と、1993年発売当時のPVを混合させた構成になっており、ラストは「SINGLES＋1」の裏ジャケットで終わっている。1番のオープニングから1番ラストまで。1993年発売当時の映像のみで構成されたPVは、別バージョンとして、2012年発売の「LEGEND of 90's J-ROCK「LIVE BEST & CLIPS」」に収録された。
- 翼を広げて
1993年当時のPVではなく、1996年の初ライブ「DEEN LIVE JOY Break 1〜I wish〜」でのライブ映像にCD音源をかぶせたもので、「SINGLES＋1」の全曲紹介の映像として新たに編集されたものである。長さは1番のみの1分半後程で、後にこのライブ映像の完全版が「DEEN LIVE HISTORY -20TH ANNIVERSARY-」に収録された。1993年当時のPVは、「No.」「CD NEWS」などで放送された、PV撮影の模様と歌唱映像を収めた別バージョンとして「LEGEND of 90's J-ROCK「LIVE BEST & CLIPS」」に収録されている。
- Memories
「翼を広げて」と同様に、1993年当時のPVではなく、「DEEN LIVE JOY Break 1〜I wish〜」のライブ映像にCD音源をかぶせたもの。また1993年当時のPVは、「No.」「CD NEWS」などで放送された歌唱映像やレコーディングの様子を全編モノクロ映像で収録したバージョンとして「LEGEND of 90's J-ROCK「LIVE BEST & CLIPS」」に収録された。
- 永遠をあずけてくれ
1993年当時のPVをそのまま収録。レコーディングスタジオでの歌唱映像のみを編集したバージョンを収録。「No.」での放送時間枠に合わせているため、1番のBメロ途中から1番ラストまでで1分半ほどの長さ。
「LEGEND of 90's J-ROCK「LIVE BEST & CLIPS」」では倉澤がアップになっているカットが今作では田川のアップに差し替えられている。
- 瞳そらさないで
1994年シングル発売当時のPVではなく、ファーストアルバム「DEEN」の全曲紹介のために新たに編集されたバージョン。随所に「DEEN」の表ジャケット・裏ジャケット・「瞳そらさないで」のシングルジャケットなど、ジャケット用に撮影された静止画が登場するが、歌唱映像が登場しない。1994年のシングル発売当時の歌唱映像を含むPVは「LEGEND of 90's J-ROCK「LIVE BEST & CLIPS」」に収録された。
- Teenage dream ※
DEENのビデオクリップでは初めてフルサイズで制作された。フルサイズをそのまま収録。
- 未来のために
1995年のシングル発売当時に「No.」「CD NEWS」で放送されたPVをほぼそのまま収録。さらに当該作には別バージョンも収録。詳細は後述。
- LOVE FOREVER ※
フルサイズでそのまま収録。
- ひとりじゃない ※
- SUNSHINE ON SUMMER TIME
- 素顔で笑っていたい ※
- 君がいない夏 ※
- 夢であるように ※
- 遠い空で
「No.」「CD NEWS」で放送されたバージョンをほぼそのまま収録。1番オープニングからラストまでの長さ。
- 君さえいれば ※

※印はフル

### ALBUM Clips
- DEEN
  - ALL SONGS（メドレー）

「No.」「COUNT DOWN TV」で放送された全曲紹介の映像をほぼそのまま収録。そのためシングル曲のPVを省いて収録した倉木麻衣の「FIRST CUT」「My Reflection」と異なり、シングル曲のPVもそのままの形で収録している。
  - FOR MY LIFE

1994年の「DEEN」発売時に、ライブ会場に観客を入れて収録した歌唱映像にCD音源をかぶせたもの。
  - Keep on Dancin'

レコーディングスタジオでの歌唱映像をセピア色に編集して収録。1番オープニングからラストまでの収録。
  - 思いきり 笑って

ライブハウスで新たに歌唱映像を収録したものを収録。
  - 広い世界で君と出逢った

1994年でのライブ会場での歌唱映像を収録。
- I wish
  - ALL SONGS（メドレー）

「No.」「COUNT DOWN TV」での全曲紹介の映像をほぼそのまま収録。「DEEN」の全曲紹介映像と同様に、シングル曲のPVもそのまま収録。
  - Sha・la・la・la〜I wish〜 ※

スポーツウェアを着用した池森が初めてダンスを披露している。フルサイズでの収録。
  - 果てない世界へ ※

倉庫の外での歌唱映像を収録。「No.」「COUNT DOWN TV」では全曲紹介映像の一部としてのみの放送だったため、フルサイズでは初公開。
  - 君の心に帰りたい ※
- SINGLES+1
  - ALL SONGS（メドレー）

「COUNT DOWN TV」で放送された全曲紹介の映像をほぼそのまま収録。「CD NEWS」での全曲紹介映像は放送時間枠の制約の関係上、Part.1とPart.2に分けて放送された。また「夢であるように」は後述の「銀色の夢」と同時に、新たにライブ会場で収録された歌唱PVが制作されており、そのPVの極一部が挿入されている。
  - 未来のために

今作が完全初公開のPV。「SINGLE Clips」に収録されたPVとは全くの別バージョン。歌唱映像のPVとして撮影がされていたものの、最終的に決定したシングルジャケットのブルーの世界観と、撮影したPVの映像のイメージがジャケットコンセプトと合致しなくなったため、お蔵入りとなっていたバージョン。長さは「No.」などでの放送が想定されていたため、1分半ほどで1番のみで終了。
  - 銀色の夢〜All over the world〜

新たにライブ会場でバンドスタイルで収録された歌唱映像。長さは「No.」などでの放送を想定しており、1分半ほど。

※印はフル

### DEEN LIVE JOY-Break 1 〜I wish〜
- DIGEST（「瞳そらさないで」「未来のために」「Sha la la 〜I wish〜」「SUNSHINE ON SUMMER TIME」「未来のために」はダイジェスト、「素顔で笑っていたい」はフルサイズ、いずれもCD音源を被せたライブ映像。「素顔で笑っていたい」のラストには観客の歓声が合成されている）

### MAKING OF CLIPS & JACKET SHOOTING
途中から曲がかかり始めて現場の声などがカットされてしまっている。
- ひとりじゃない
- SUNSHINE ON SUMMER TIME
- "I wish" Album Jacket Shooting